# ArF-Excimerlaser
Der ArF-Excimerlaser ist ein Typ von Gaslaser, welcher die namensgebenden Gase, dem Edelgas Argon (Ar) und Halogengas Fluor (F) zur Erzeugung von kurzwelligen UV-C-Licht mit der Wellenlänge von 193 nm nutzt. Er ist einer der gebräuchlichsten Excimerlaser und wird insbesondere zu Belichtungszwecken bei der Herstellung von integrierten Schaltungen, in der Augenchirurgie und im Bereich der wissenschaftlichen Forschung eingesetzt.

## Allgemeines
Bei dem ArF-Excimerlaser wird das Gasgemisch bestehend aus Argon und Fluor energetisch angeregt, wodurch im angeregten Zustand das Edelgas-Halogenid Argonfluorid (ArF) entsteht:
2 Ar + F2 → 2 ArF
Das Argonfluorid kann grundsätzlich spontan oder stimuliert emittieren, dabei geht es in den metastabilen Grundzustand über welcher nach sehr kurzer Zeit in die beiden Ausgangsgase zerfällt:
2 ArF → 2 Ar + F2
Der Übergang in den Grundzustand entspricht einer Energiedifferenz von 6,4 eV, was UV-Licht mit einer Wellenlänge von 193 nm entspricht.

## Anwendungen
Zu den wesentlichen Anwendungen des ArF-Excimerlaser zählt im industriellen Bereich die Fotolithografie im Herstellungsprozess von integrierten Schaltungen. Dabei wird das kurzwellige UV-C-Licht zur Belichtung der Wafer eingesetzt. Wesentlich für diese Anwendung waren Entwicklungen Mitte der 1980er Jahre, welche es erlaubten, durch kurzwelliges UV-C-Licht bei der Belichtung kleinere Strukturgrößen bei den integrierten Schaltungen herstellen zu können und so die Integrationsdichte bei mikroelektronischen Schaltungen gesteigert werden konnte.
Im Bereich der Augenchirurgie wird der ArF-Excimerlaser zur schonenden und sehr präzisen Abtragung von biologischem Material eingesetzt. Das kurzwellige UV-C-Licht verbrennt dabei nicht direkt das biologische Material, sondern es werden an der Oberfläche die molekularen Bindungen aufgelöst und die so abgetragenen Schichten verdampfen in der Luft. Damit ist es möglich, feine Schichten von Oberflächenmaterial nahezu ohne Erwärmung oder Schädigung des darunter liegenden Materials entfernen zu können. Neben dem Einsatz in der Augenchirurgie wird dieses Funktionsprinzip auch zur präzisen Abtragung von Materialschichten bei bestimmten Kunststoffen wie Polymere im Bereich der Werkstofftechnik bei der Erzeugung von Mikrosystemen (MEMS) eingesetzt.

## Sicherheit
Da das UV-Licht des ArF-Excimerlaser für das menschliche Auge unsichtbar ist, sind bei Arbeiten mit diesem Laser spezielle Sicherheitsvorkehrungen wie Schutzbrillen und Schutzkleidung erforderlich. Weiters muss durch zusätzliche Maßnahmen Streustrahlung vermieden werden.